# Associazione Sportiva Taranto 1939-1940
Questa voce raccoglie le informazioni riguardanti l'Associazione Sportiva Taranto nelle competizioni ufficiali della stagione 1939-1940.

## Rosa
| N. |                   | Ruolo | Calciatore            |
| -- | ----------------- | ----- | --------------------- |
|    | Italia (bandiera) | C     | Francesco Albano      |
|    | Italia (bandiera) | C     | F. Albasini           |
|    | Italia (bandiera) | D     | Francesco Boccuni     |
|    | Italia (bandiera) | P     | Adolfo Bolognini      |
|    | Italia (bandiera) | A     | Vincenzo Bottone      |
|    | Italia (bandiera) | D     | Giovanni Buongiorno   |
|    | Italia (bandiera) | C     | Martino Castellano    |
|    | Italia (bandiera) | P     | Tullio Ciocci         |
|    | Italia (bandiera) | C     | C. De Vitro           |
|    | Italia (bandiera) | A     | Francesco Di Cursi    |
|    | Italia (bandiera) | D     | Oliviero Di Benedetto |
|    | Italia (bandiera) | C     | Nicola Fedele         |
|    | Italia (bandiera) | D     | Antonio Ferrara       |
|    | Italia (bandiera) | D     | Michele Giraud        |
|    | Italia (bandiera) | A     | Italo Gnelli          |

| N. |                   | Ruolo | Calciatore            |
| -- | ----------------- | ----- | --------------------- |
|    | Italia (bandiera) | C     | Vito Natale Labate    |
|    | Italia (bandiera) | C     | Giovanni Mancone      |
|    | Italia (bandiera) | D     | G. Marzulli           |
|    | Italia (bandiera) | A     | Luigi Molinari        |
|    | Italia (bandiera) | A     | Pasquale Morea        |
|    | Italia (bandiera) | A     | Gino Penza            |
|    | Italia (bandiera) | A     | Aventino Pavese       |
|    | Italia (bandiera) | A     | Gino Penza            |
|    | Italia (bandiera) | C     | Gastone Picchiolutto  |
|    | Italia (bandiera) | A     | Giordano Picchiolutto |
|    | Italia (bandiera) | C     | N. Portacci           |
|    | Italia (bandiera) | D     | L. Serafini           |
|    | Italia (bandiera) | D     | Salvatore Tomaselli   |
|    | Italia (bandiera) | C     | Pietro Vinci          |